# Gana nos Jogos Olímpicos de Verão de 2012
Gana competiu nos Jogos Olímpicos de Verão de 2012, que aconteceram na cidade de Londres, no Reino Unido.

## Atletismo

### Masculino
| Atleta           | Evento               | Qualificação | Qualificação | Final     | Final   |
| Atleta           | Evento               | Resultado    | Posição      | Resultado | Posição |
| ---------------- | -------------------- | ------------ | ------------ | --------- | ------- |
| Ignisious Gaisah | Salto em comprimento |              |              |           |         |

### Feminino
| Atleta    | Evento | Fase de grupo | Fase de grupo | Quartas de final | Quartas de final | Semifinal | Semifinal | Final     | Final   |
| Atleta    | Evento | Resultado     | Posição       | Resultado        | Posição          | Resultado | Posição   | Resultado | Posição |
| --------- | ------ | ------------- | ------------- | ---------------- | ---------------- | --------- | --------- | --------- | ------- |
| Vida Anim | 200 m  |               |               | —                | —                |           |           |           |         |

### Eventos combinados
| Atleta           | Evento   | Evento    | 100H | HJ | SP | 200 | LJ | JT | 800 | Final | Posição |
| ---------------- | -------- | --------- | ---- | -- | -- | --- | -- | -- | --- | ----- | ------- |
| Margaret Simpson | Heptatlo | Resultado |      |    |    |     |    |    |     |       |         |
| Margaret Simpson | Heptatlo | Pontos    |      |    |    |     |    |    |     |       |         |
| Margaret Simpson | Heptatlo | Posição   |      |    |    |     |    |    |     |       |         |

## Boxe

### Masculino
| Atleta                 | Evento        | Round 32  | Round 16  | Quartas de final | Semifinal | Final     | Final   |
| Atleta                 | Evento        | Resultado | Resultado | Resultado        | Resultado | Resultado | Posição |
| ---------------------- | ------------- | --------- | --------- | ---------------- | --------- | --------- | ------- |
| Tetteh Sulemanu        | Mosca-ligeiro |           |           |                  |           |           |         |
| Duke Akueteh Micah     | Peso-mosca    |           |           |                  |           |           |         |
| Isaac Zion Kojo Dogboe | Peso-galo     |           |           |                  |           |           |         |
| Maxwell Amponsah       | Peso-pesado   | —         |           |                  |           |           |         |

## Judô

### Masculino
| Atleta          | Evento  | Round 64  | Round 32  | Round 16  | Quartas de final | Semifinais | 1ª repescagem | 2ª repescagem | Final     | Final   |
| Atleta          | Evento  | Resultado | Resultado | Resultado | Resultado        | Resultado  | Resultado     | Resultado     | Resultado | Posição |
| --------------- | ------- | --------- | --------- | --------- | ---------------- | ---------- | ------------- | ------------- | --------- | ------- |
| Emmanuel Nartey | Peso 73 |           |           |           |                  |            |               |               |           |         |

## Halterofilismo
Feminino
| Atleta          | Evento | Arranque (kg) | Arremesso (kg) | Total (kg) | Posição |
| --------------- | ------ | ------------- | -------------- | ---------- | ------- |
| Alberta Ampomah | +75kg  | 73,0          | 101,0          | 174,0      | 13º     |